# Diaparsis platyura
Diaparsis platyura är en stekelart som beskrevs av Andrey Ivanovich Khalaim 2005. Diaparsis platyura ingår i släktet Diaparsis och familjen brokparasitsteklar. Inga underarter finns listade i Catalogue of Life.